# Jean Rochard
 (avril 2024).
Si vous disposez d'ouvrages ou d'articles de référence ou si vous connaissez des sites web de qualité traitant du thème abordé ici, merci de compléter l'article en donnant les références utiles à sa vérifiabilité et en les liant à la section « Notes et références ».

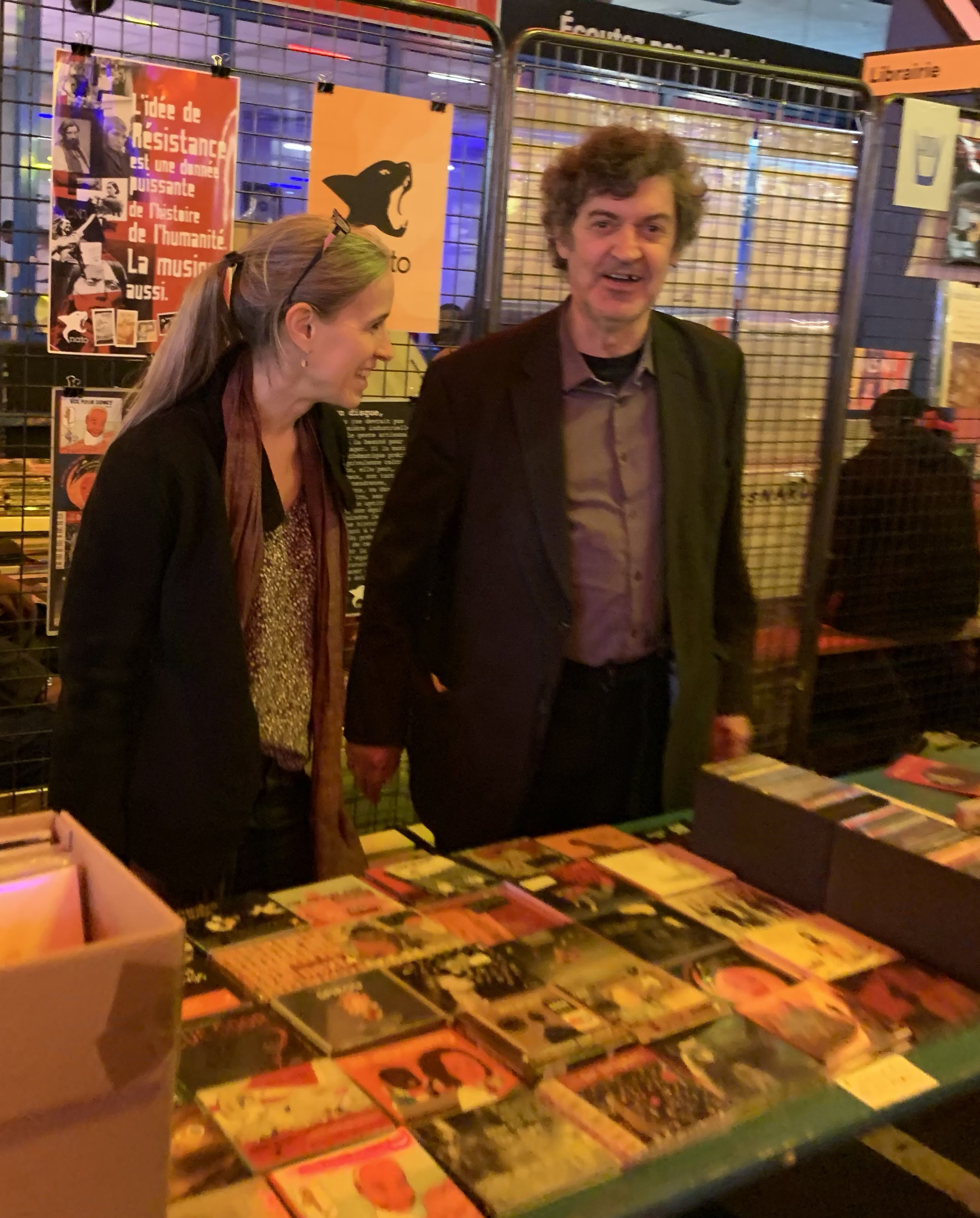

Jean Rochard, né le 1er avril 1957, est producteur de disques depuis 1980, date à laquelle il fonde la maison de disques nato.

## Biographie

### Chantenay Jazz et Images
Un temps photographe, Jean Rochard, passionné de musique, rencontre le batteur Jacques Thollot en 1976 à son retour du festival de Chateauvallon, rencontre déterminante (Jean Rochard organisera son premier concert avec Thollot et produira le disque Tenga Niña en 1996),. La même année, il commence à écrire critiques et articles pour La Petite Quinzaine puis pour l’hebdomadaire Rouge (à la demande d'un ami chargé de la rubrique musique, mais sans convictions trotskystes) avec qui il rompt en 1979. Membre fondateur de l’association Chantenay Jazz & images en 1977, il participe à la création du festival de Chantenay-Villedieu, village de la Sarthe où il a grandi,. Chantenay-Jazz & Images présente d'abord quelques musiciens français majeurs (Jacques Thollot, Michel Portal, Jean-François Jenny-Clark, François Jeanneau, Bernard Lubat, Martial Solal, Jean-Louis Chautemps, Raymond Boni, François Tusques, Jacques Coursil, Tamia, André Jaume, Daunik Lazro, Beb Guérin, François Méchali...) puis s'ouvre dans le même temps à la scène européenne (Irène Schweizer, Carlo Actis Dato, Misha Mengelberg, Fred Van Hove, Peter Brötzmann, Pierre Favre, Maarten Altena, Günter Sommer...) et plus particulièrement britannique (Lol Coxhill, Tony Coe, Steve Beresford, John Stevens, Tony Hymas, Christine Jeffries, Phil Wachsman, Evan Parker, Alterations, Mike Cooper, Kahondo Style...). Pour les musiciens d’Allemagne de l’Est, Chantenay est souvent la première oasis de l’autre côté du mur (Ernst Ludwig Petrowsky, Ulrich Gumpert, Günter Sommer, Johannes et Conrad Bauer…). Les représentants de la nouvelle vague américaine y font leur entrée en 1985 lors de l'année européenne de la musique (Arto Lindsay, Elliott Sharp, Bill Frisell, George Lewis ou John Zorn dont ce sera la première française). Participent aussi de jeunes musiciens français (Louis Sclavis, Jean-Paul Céléa, Annick Nozati, François Couturier, Joëlle Léandre, Michel Doneda, Sylvain Kassap, Emmanuel Bex, Jean-Marc Montera, Beñat Achiary ...) ainsi que d’autres talents non spécifiquement jazz ou musiques improvisées comme la comédienne Violeta Ferrer (qui y effectue son retour depuis le début des années 1960 et depuis ses enregistrements pour Pacific), le clarinettiste Alan Hacker, l’ensemble baroque Amati Ensemble, le chanteur de rock Ted Milton, la harpiste Aurora Barbatelli, les Tambours "buñueliens" de Calenda, le Bagad Bro Kemperle etc. Le festival villageois cesse son activité en 1988 après onze années d’existence.

### nato
C'est lors de ce festival que naissent les disques nato en 1980, tout d'abord créés en complicité avec l'ingénieur du son Christian Savouret (rencontré à La nouvelle revue du son) le temps de cinq disques. La dénomination nato (toujours écrit en minuscules) est choisie à cause du chat siamois du même nom dont le nom fut emprunté à l'un des cousins de Geronimo. Les disques nato donnent naissance aux disques Chabada avec le groupe The Melody Four (Steve Beresford, Tony Coe, Lol Coxhill, trois piliers de la maison nato) puis à d'autres collections dont Hope Street, créée en 2004, est la plus récente. Les disques nato s’autodistribuent jusqu’en 1986 et, pour cause de lourdeur de gestion, confient leur distribution successivement aux sociétés Média 7, Vogue, Mélodie, WMD, Harmonia Mundi, Nocturne puis l'Autre Distribution. Les années 1990 tendent à affirmer un changement de style, voire un abandon de la musique improvisée qui, selon Rochard se refusant à la prédominance de tout esthétisme, reste aussi présente, mais de façon non académique. Les années 1990 sont également les années où nato connaît une nouvelle impulsion[précision nécessaire] grâce à Valérie Crinière.
Les disques nato sont qualifiés dans les années 1980 de « Post modernisme assumé » par le critique Bernard Loupias dans le Matin de Paris. Ils sont soumis à toutes les tentations « impures » (chanson, électricité etc.). Si la musique improvisée est une des solides fondations (Louis Sclavis, Maarten Altena, Günter Sommer, Lol Coxhill…), la composition est aussi honorée (Tony Coe, Denis Levaillant, Tony Hymas, Fred Van Hove, etc.)et chansons, chanteuses, chanteurs se glissent de plus en plus dans l'aventure : Steve Beresford, The Melody Four, Terry Day, Jac Berrocal, Gwen Matthews, Jean-François Pauvros, Kahondo Style, British Summertime Ends, Mike Cooper, Nathalie Richard, Laura Davis). Point commun récurrent, la présence d’actrices ou acteurs et de voix parlées dans les disques (Violeta Ferrer, Tonie Marshall, Françoise Fabian, Barney Bush, Nathalie Richard) qui l’amènent assez naturellement à travailler avec des rappeurs (Boots Riley, D’ de Kabal, Dead Prez, Brother Ali, Spike, La Rumeur etc.). Au milieu des années 2000, Christelle Raffaëlli entre chez nato comme assistante de production et partenaire à part entière. Jean Rochard définit sa production comme « disques de fiction avec un point de vue documentaire ».

### nato, les disques thèmes
Avec Sept Tableaux Phoniques Erik Satie, il inaugure en 1983 la production d'une série de disques à thèmes (collectifs). Cette démarche se poursuit avec des disques consacrés aux cinéastes Alfred Hitchcock, Jean-Luc Godard, à la styliste Anne Marie Beretta, au militant anarchiste Buenaventura Durruti, aux Indiens d’Amérique, au cinéma, aux personnages du Journal de Spirou, aux chants de résistance du monde, aux Incontrôlés de la Colonne de Fer (la révolution espagnole tient une grande place), à l'Origine du monde de Gustave Courbet ou aux Chroniques de résistances dédiées aux résistants du passé, du présent et du futur. Les disques nato ne sont pas une quête esthétique, ce qui parfois déroute les amateurs, mais davantage une série de chroniques de la vie, films aux images sonores non hostiles au divertissement, mais ne pouvant se contenter de cette forme fût-elle d’avant-garde.

### Jazz Ensuite
Alors qu'il abandonne la photographie en 1982 (mais gardera des liens avec celle-ci, notamment par la présence annuelle de Guy Le Querrec au festival de Chantenay-Villedieu à partir de 1981), Jean Rochard crée le bimestriel Jazz Ensuite à l’instigation des éditions Fréquences pour lesquelles il était auparavant photographe. Cette revue durera 5 numéros à partir de janvier 1983 (le sixième sera interrompu avant parution) et accueillera les signatures de Daniel Nevers, Pascal Bussy, François Cotinaud, Jean-François Pauvros, Didier Levallet, Sylvain Torikian, Violeta Ferrer, Derek Bailey, Lol Coxhill...

### Ciné nato
À la demande de Philippe Harry Blachette, il produit quelques émissions pour France Culture. Il produit aussi quelques musiques de films pour Liria Begeja, Tonie Marshall, Jacques Perrin, Mehdi Charef, Jean Marbœuf, Jean-Pierre Sinapi, Judith Abitbol. La cinéaste Pascale Ferran consacre un film de long métrage - 4 jours à Occoe - tourné en Floride à l'enregistrement d'une de ses productions : Winter Garden de Sam Rivers et Tony Hymas. Il tournera même un documentaire sur la marche des Indiens Lakota dans le Dakota du Sud reprenant les traces de leurs ancêtres de 1990 (jamais sorti). Ce documentaire sera l'occasion de renouer avec la photographie avec la participation au film du photographe Guy Le Querrec. Ce voyage donnera plus tard naissance au Livre de Guy Le Querrec Sur la piste de Big Foot (éditions Textuel) dont Jean Rochard écrira le texte et Jim Harrison la préface. Cette "entreprise" sera la suite naturelle du projet Oyaté réalisé par le musicien Tony Hymas avec qui Jean Rochard entretient une complicité ininterrompue depuis 1984. En 2009, il produit la musique de la série Aller Simple produite par Murielle Levy, composée et interprétée par Nathan-Hanson et Brian Roessler, puis en 2010 celle du film de Jean Pierre Sinapi, Une vie française, composée par Tony Hymas, d'À bas bruit, long métrage de Judith Abitbol également par Tony Hymas et de No Man's zone de Toshi Fujiwara avec une musique de Barre Phillips.

### Images
La bande dessinée et l’illustration sont très présentes dans la présentation des disques nato, d’abord avec le peintre Michel Espagnon, puis l’illustrateur Pierre Cornuel (cousin de Jean Rochard, ils ont créé ensemble dans les années 1960 Le journal de Timmy ) avec qui il y a une collaboration intense pendant douze ans, puis d’autres crayons et pinceaux comme ceux de Rita Mercedes, Boucq, Moebius, Sylvie Fontaine, Andy Singer, Daniel Cacouault. La maquettiste Marianne Trintzius est responsable de la nouvelle orientation graphique des disques nato depuis 2004. L’album Le Chronatoscaphe, sorti en 2005 à l’occasion des 25 ans des disques nato et coréalisé avec Crystal Raffaëlli, comporte une bande dessinée à plusieurs mains (Zou, Boucq, Cattanéo, Efix, Cabu, Laurel, Pic, Supiot, Stéphane Levallois …) scénarisée par Jean Annestay ainsi qu’un album de photographies de Guy Le Querrec. La sélection musicale est faite par le critique-musicien Olivier Gasnier et présentée de façon originale par le compositeur Jean-Jacques Birgé. Il scénarise aussi quelques strips de bandes-dessinées avec Cattaneo, Chantal Montellier, Efix, Pic, Jeanne Puchol. En 2001 et 2002, Jean Rochard participe comme illustrateur sonore aux Rencontres Photographiques d'Arles.

### Écrits
Il continue volontiers à écrire sur la musique : article ou notes de pochette  (articles sur Doris Day, Keith Jarrett, John Gilmore, Camel Zekri, Jimi Hendrix, Prince ou Frank Butler) ou sur d’autres thèmes pour les revues Jazz Magazine, Muziq, Les Lettres Françaises (article sur les Indiens d'Amérique), Siné Hebdo, Le Monde libertaire (articles sur la Convention Républicaine 2008 à St Paul USA) etc. Il est rédacteur pour Le journal des Allumés du Jazz, association [et distributeur] regroupant une cinquantaine de producteurs indépendants, dont il est l'un des membres. Il tient également, depuis 2007, le blog du site nato : Le Glob

### Extérieurs
Didier Petit, musicien et producteur fait appel à lui comme directeur artistique pour quelques productions de son label In Situ, ce qui est l'occasion d'une rencontre durable avec Denis Colin. Il réalise aussi le disque du groupe de rock marseillais Les Edmonds. Pour Universal, il supervise la réédition en disque du concert de Chateauvallon en 1972 par le Michel Portal Unit, projet qui lui est cher tant la diffusion télévisée de ce concert en janvier 1973 a eu sur lui (et bien d'autres) un effet décisif.
À partir de 2000,  il produit pour Universal le disque de Michel Portal Minneapolis (puis la trilogie du même nom), avec la rythmique du groupe de Prince (Michael Bland et Sonny Thompson) ainsi qu'avec Tony Hymas et Vernon Reid (remplacé par Jef Lee Johnson pour l'album suivant), suivi de quelques productions franco-américaines (Happy Apple, News from the Jungle, Denis Colin). Il lance dans la même veine à l'intérieur des disques nato la collection Hope Street (Ursus Minor, Jef Lee Johnson, Fat Kid Wednesdays, Denis Colin, François Corneloup, Fantastic Merlins).
En 2009, il travaille comme réalisateur pour les projets de Nathan Hanson-Brian Roessler, Didier Petit, Denis Colin et le chanteur Imbert Imbert.

## Minnesota sur Seine
Avec Sara Remke, il crée en 2004 à Minneapolis, le festival « Minnesota sur Seine », lieu de rencontre de musiciens français et américains sans exclusive (on y invite aussi des artistes anglais, marocains, éthiopiens, espagnols, allemands, suédois …). Il connaitra 4 éditions (2004, 2005, 2006, 2008).

## Livioù, Treignac...
En 2013, à l'invitation de Serge Hilbert et Gérald Martin, il prend part à la création de Livioù avec Hélène Labarrière, Jacky Molard et Tony Hymas, série de concerts et festivals à Douarnenez et Poullan-sur-mer. La même année à Treignac en Corrèze, les disques nato et Kind of Belou s'associent pour la création des Chroniques de résistance de Tony Hymas. Treignac, à l'invitation du festival Kind of Belou, devient alors un lieu essentiel qui verra d'autres concerts ainsi que la production du 4e album d'Ursus Minor. 

## Production musicale

### Disques
- François Méchali - Beb Guérin, Conversations - 1981, nato
- Violeta Ferrer, Poemas de Federico Garcia Lorca - 1981, nato
- Lol Coxhill - Raymond Boni - Maurice Horsthuis, Chantenay 80 - 1981, nato
- Louis Sclavis,  Ad augusta per angusta - 1982 (réédition en 1998)
- Tony Coe - Lol Coxhill - Violeta Ferrer - Sylvain Kassap - François Tusques - Raymond Boni - André Jaume, Petit disque à effet régulateur de fonds - 1982, CJI
- Tony Coe, Tournée du chat - 1983, nato
- Lol Coxhill, Instant replay - 1983, nato
- John Lindberg, Haunt of the unresolved - 1983, nato
- Günter Sommer, Hörmusik Zwei - 1983, nato
- Steve Beresford - Tony Coe - Robert Cornford - Lol Coxhill - Alan Hacker - David Holland - Phil Wachsmann, Sept tableaux phoniques Erik Satie - 1983 (réédition en 2007), nato
- François Méchali, Le grenadier voltigeur - 1983, nato
- Joëlle Léandre, Les douze sons - 1983, nato
- Lol Coxhill, The Dunois Solos - 1984, nato
- Sylvain Kassap, L'arlésienne - 1984, nato
- The Melody Four, Love plays such funny games - 1984, Chabada-nato
- Violeta Ferrer, Poemas de Federico Garcia Lorca 2 - 1984 (réédition en double cd en 1998), nato
- Denis Levaillant, Direct - 1984, nato
- Lol Coxhill, Cou$cou$ - 1984, nato
- Radu Malfatti et Quatuor à vant, Formu - 1984, nato
- The Melody Four, La Paloma - 1984, Chabada-nato
- André Jaume Quartet et groupe Tavagna, Incontru - 1984, nato
- Alan Hacker, Hacker Ilk - 1984, nato
- Maarten Altena Quartet, Miere - 1984, nato
- Tony Coe, Le chat se retourne - 1984, nato
- Alterations, My favourite animals - 1984, nato
- British Summertime Ends - Jac Berrocal - Annick Nozati - Denis Levaillant - Alan Tomlinson - Joëlle Léandre, Six séquences pour Alfred Hitchcock - 1984, nato
- Günter Sommer et trois vieux amis, Ascenseur pour le 28 - 1985, nato
- Fred Van Hove, KKWTT - 1985, nato
- Denis Levaillant, Barium Circus - 1985, nato
- Ulrich Gumpert, Erik Satie, Trois sarabandes et six gnossiennes - 1985 (réédition en 2007), nato
- Coxhill - Deshays, 10:02 - 1985, nato
- Kahondo Style, My heart's in motion - 1985, nato
- Louis Sclavis, Rencontres - 1985, nato
- Michel Doneda, Terra - 1985, nato
- Steve Beresford His piano and orchestra, Eleven Songs for Doris Day - 1985, Chabada-nato
- Steve Beresford, Dancing the line Anne Marie Beretta - 1985,nato
- Tony Coe with Tony Hymas & Chris Laurence, Mainly Mancini - 1985 (réédition en 1995), Chabada-nato
- The Melody Four, The Melody Four ? Si señor !  - 1985, Chabada-nato
- Lol Coxhill, The inimitable - 1985, Chabada-nato
- Jean-François Pauvros, Le grand amour - 1985, nato
- Amati Ensemble - John Zorn - Arto Lindsay - Daniel Deshays - Caroline Gautier & Olivier Foy, Godard ça vous chante ?  - 1985, nato
- Alan Hacker - Karen Evans - Alan George, Mozart, Music for friends - 1986, nato
- British Summer Time Ends, Pop out eyes - 1986, nato
- The Amati Ensemble, William Lawes & Henry Purcell, Private musick, Fantasies & Sonatas - 1986, nato
- Jac Berrocal, Hotel Hotel - 1986, nato
- nato all stars 5th anniversary, Alternate cake - 1986, nato
- Raymond Boni - Max Eastley - Terry Day, Les mistrals - 1986, nato
- The Melody Four - T. V. ? Mais oui ! - 1986, Chabada-nato
- Kazuko Hohki, Kazuko Hohki chante Brigitte Bardot - 1986, Chabada-nato
- Steve Beresford - David Toop - John Zorn - Tonie Marshall, Deadly weapons - 1986 (réédition en 2005), nato
- The Melody Four, Little Pictures (Talkinbout TV, Yeah ! ) - 1986, Chabada-nato
- Gérard Siracusa, Slumberland - 1986, nato
- Lol Coxhill, Café de la place - 1986, nato
- The Recedents, Barbecue Strut - 1987, nato
- Alan Hacker & The Music Party, Wolfgang Amadeus Mozart, Gran Partita - 1987, nato
- Mike Cooper & Cyril Lefebvre, Aveklei uptowns Hawaiians - 1987, Chabada-nato
- Alan Hacker & Karen Evans, Hacker Ilk 2 - 1987, nato
- Terry Day featuring Laura Davis, Look at me - 1987, nato
- The Melody Four, Hello ! We must be going - 1987, Chabada-nato
- Kahondo Style, Green Tea & Crocodiles - 1987, nato
- Lol Coxhill, Before my time - 1987 (réédition en 2005), Chabada-nato
- Beresford - Bennink, Directly to pyjamas - 1987, nato
- Collectif, Joyeux Noël - 1987, nato
- Steve Beresford, Avril brisé - 1987, nato
- Annick Nozati - Fred Van Hove, Uit - 1988, nato
- Tony Hymas, Flying fortress - 1988, nato
- Steve Beresford, L'extraordinaire Jardin de Charles Trenet - 1988 (réédition en 2005), Chabada-nato
- Doneda - Lazro, Général Gramofon - 1988, nato
- Tony Coe, Mer de Chine - 1988, ciné nato-nato
- The Melody Four, Shopping for melodies - 1988, Chabada-nato
- Jean-François Pauvros, Hamster Attack - 1988, nato
- Tohban Djan, Poison petal - 1989, nato
- Steve Beresford, Pentimento - 1989, ciné nato-nato
- Collectif, Bandes originales du Journal de Spirou - 1989, nato
- Tony Hymas , Oyaté - 1990 (réédition en 2005), nato
- Tony Coe, Les Voix d'Itxassou - 1990 (réédition en 2005), nato
- Kazuko Hohki, Love in rainy days - 1991, Chabada-nato
- British Summer Time Ends, Spy among the roses - 1991, nato
- The Recedents, Zombie bloodbath on the isle of Dogs - 1991, nato
- The Lonely Bears, The Lonely Bears - 1991,nato
- Collectif, Vol pour Sidney (aller) - 1992, nato
- Tony Hymas - Barney Bush, Remake of the American Dream vol. 1 - 1992, nato
- Tony Hymas - Barney Bush, Remake of the American Dream vol. 2 - 1992 (réédition modifiée en double cd en 1995), nato
- Compilation, Destination nato - 1993, nato
- Coe - Hymas - Laurence, Les sources bleues - 1993, nato
- Barney Wilen, Le grand cirque - 1993, Wan+Wan-nato (re-producteur)
- Lol Coxhill - Pat Thomas, Halim - 1993, nato
- The Lonely Bears, Injustice - 1993, nato
- Tony Hymas - Jean-François Jenny-Clark - Jacques Thollot, A winter's tale - 1993, nato
- The Lonely Bears, The bears are running - 1994, nato
- Tony Hymas - Barney Bush, Left for dead - 1994 (réédition en 2005), nato
- Tony Hymas - Barney Bush, A sense of journey - 1995, nato
- Collectif, Les films de ma ville - 1995 (réédition en 1997), nato
- Jacques Thollot, Tenga Niña - 1996, nato
- Mike Cooper, Island Songs - 1996, nato
- Sam Rivers - Noël Akchoté - Tony Hymas - Paul Rogers - Jacques Thollot, Configuration - 1996, nato
- Collectif pour un autre futur, Buenaventura Durruti - 1996, nato
- Didier Petit, NOHC - 1998, In situ (direction artistique)
- Denis Colin trio, Fluide - 1998, In situ (direction artistique)
- Hélène, Jacques et Dominique Labarrière, Stations avant l'oubli - 1998, Quoi de neuf docteur (direction artistique sur un titre)
- Sam Rivers - Tony Hymas, Eight Day Journal - 1998, nato
- Sam Rivers - Tony Hymas, Winter garden - 1999, nato
- Les Edmonds, Les Edmonds... enfin - 1999, Ed (réalisateur)
- Denis Colin et les Arpenteurs, Etude de terrain - 2000 (réédition en 2005), nato
- Michel Portal, Minneapolis - 2001, Universal
- Jef Lee Johnson - Sonny Thompson - Michael Bland, News from the jungle - 2001, Universal
- Collectif, Viva in vivo - 2002, In situ (direction artistique)
- Tony Hymas - Billy Peterson - Eric Gravatt, Hope Street MN - 2002 (réédition en 2006), nato
- Michel Portal, Minneapolis we insist !  - 2002, Universal
- Denis Colin trio, Something in common - 2002, Universal
- Michel Portal, Minneapolis tour guide - 2002, Universal
- Michel Portal, Dipping in Minneapolis - 2002, Universal
- Happy Apple, Youth Oriented - 2002, Universal
- Michel Portal Unit, Chateauvallon : 23 août 1972 - 2003, Universal (direction artistique et supervision réédition)
- Happy Apple, The peace between our companies - 2004, Universal
- Fat Kid Wednesdays, The art of Cherry - 2004, Hope Street-nato
- Ursus Minor, Zugzwang - 2005, Hope Street-nato
- The Melody Four, On request - 2005, Chabada-nato
- Jef Lee Johnson, Thisness - 2005, Hope Street-nato
- Les Allumés du Jazz, Les Actualités (2 titres nato) - 2005, ADJ
- nato all stars 25th anniversary, Le Chronatoscaphe - 2005, nato
- Denis Colin trio presents Gwen Matthews, Songs for swans - 2006, Hope Street-nato
- Ursus Minor, Nucular - 2006, Hope Street-nato
- Fat Kid Wednesdays, Singles - 2006, Hope Street-nato
- Ursus Minor, Coup de sang - 2006, ciné nato-nato
- Michel Portal, Birdwatcher - 2007, Universal
- Didier Petit - Camel Zekri - Edward Perraud - Etienne Bultingaire - Lucia Recio, Wormholes - 2007, In situ (direction artistique)
- Compilation, Night songs - 2007, nato
- Compilation, Folk songs - 2007, nato
- Tony Hymas, Correspondances Erik Satie Claude Debussy - 2007, nato
- Collectif, Erik Satie et autres messieurs : Airs de jeux - 2007, nato
- François Corneloup next, Next - 2008, Hope Street-nato
- Nathan Hanson - Brian Roessler, Bellfounding - 2009, Community pool
- Didier Petit, Don't Explain (3 faces) - 2009, Budda
- Denis Colin, Subject to change - 2009, Le chant du monde (direction artistique)
- Imbert Imbert, Bouh - 2009, Le temps des Assassins / L'Autre Distribution (direction artistique)
- Jef Lee Johnson, The Zimmerman Shadow - 2009, Hope Street-nato
- Fantastic Merlins with Kid Dakota, How the light gets in - 2009, Hope Street-nato
- Tony Hymas De l'origine du monde - 2010, nato
- Ursus Minor I will not take "but" for an answer - 2010, Hope Street-nato
- Lol Coxhill-Barre Phillips-JT Bates The rock on the hill (Retour à la case Dunois 1) - 2011, nato
- Steve Beresford - Matt Wilson Snodland (Retour à la case Dunois 2) - 2011, nato
- Nathan Hanson & Brian Roessler Selenographia  - 2012, bandcamp (choix des morceaux et séquences)
- Ill Chemistry Ill Chemistry - 2012, Hope Street-nato
- Hymas & The Bates Brothers Blue door - 2012, nato
- Benoît Delbecq Crescendo in Duke - 2012, nato
- Hymn for Her Hits from Route 66  - 2014, Wan+Wan-nato (re-producteur)
- Tony Hymas Mémoires de mer - 2014, nato
- Tony Hymas Chroniques de résistance - 2014, nato
- Sylvain GirO Le Lac d'Eugénie - 2014, Wan+Wan-nato (re-producteur)
- Joëlle Léandre - Benoît Delbecq - Carnage The Executioner Tout va monter - 2015, nato
- Guillaume Séguron - Catherine Delaunay - Davu Seru La double vie de Pétrichor - 2015, nato
- Le bénéfice du doute Le bénéfice du doute - 2015, nato
- Zarboth There's No Devils At All, it's Just the System - 2015, Wan+Wan-nato (re-producteur)
- Tony Hymas Tony Hymas joue Léo Ferré - 2016, nato
- Ursus Minor What matters now - 2016, Hope Street-nato
- Didier Petit - Claudia Solal - Philippe Foch Les voyageurs de l'Espace - 2016, Budda (direction artistique)
- Barre Phillips avec Émilie Lesbros No Man's Zone 2017, Cinénato
- Barre Phillips & EMIR La vida es sueño - 2017, Wan+Wan
- Jacques Thollot & Friends Thollot in extenso - 2017, nato
- Collectif, Vol pour Sidney (retour) - 2020, nato
- Jean-François Pauvros avec Antonin Rayon et Mark Kerr, À tort et au travers - 2020, nato
- Tony Hymas, De Delphes... - 2021, nato
- Jac Berrocal & Riverdog, Fallen Chrome - 2021, nato
- Anamaz & Riverdog, Une longue année - 2023, nato
- Tony Hymas, Flying Fortress - Back on the fortress - 2023, nato
- Tony Hymas - Catherine Delaunay, No borders - 2023, nato
- One Another Orchestra, One Another Orchestra - 2024, nato

### Musiques originales de films produites par Jean Rochard
- Avril brisé de Liria Bégéja (1987) - musique de Steve Beresford
- Camomille de Mehdi Charef (1988) - musique de Tony Coe
- Mer de Chine de Jacques Perrin (1988) - musique de Tony Coe
- La famille du Manguier de Muriel Edelstein (1988) - musique de Tony Coe
- Pentimento de Tonie Marshall (1989) - musique de Steve Beresford (chant : Linda Taylor)
- Un arbre dans la tête de Jean-Pierre Sinapi (1996) - musique de Tony Hymas (chant : Marie Thollot)
- Quatre jours à Occoe de Pascale Ferran (1999) - musique de Sam Rivers et Tony Hymas
- Coup de sang de Jean Marbœuf (2006) - musique d'Ursus Minor
- Série Aller Simple de Judith Abitbol, Valérie Firla, Marie-Laure Pelosse, Rémi Bénichou et Marie Guyot produite par Murielle Levy (2010) - musique de Nathan Hanson et Brian Roessler
- Hubert Nyssen, passeur de mots de Sylvie Deleule (2010) - musique de Brian Roessler
- Une vie française de Jean-Pierre Sinapi (2010) - musique de Tony Hymas (chant : Davina Sowers)
- À bas bruit de Judith Abitbol (2011) - musique de Tony Hymas (chant : Nathalie Richard)
- No man's zone de Toshi Fujiwara (2011) - musique de Barre Phillips (chant : Émilie Lesbros)
- Hommage à la Catalogne de Frédéric Goldbronn (2025) - musique de Catherine Delaunay, Bruno Ducret, Tony Hymas, Guillaume Séguron